# Anqing
Anqing (xinès simplificat: 安庆; xinès tradicional: 安慶; pinyin: Ānqìng; lit. 'Celebració pacífica', també Nganking, antigament Hwaining) és una ciutat a nivell de prefectura al sud-oest de la província d'Anhui, a la República Popular de la Xina. La seva població era de 4.165.284 habitants segons el cens de 2020, amb 804.493 persones vivint a l'àrea urbanitzada (o metropolitana) formada per tres districtes urbans. Anqing és coneguda per ser el lloc de naixement de Chen Duxiu, un dels pares fundadors del Partit Comunista Xinès, que va ser el primer secretari general del Partit Comunista Xinès des de 1921 fins a 1928.
L'òpera Huangmei, un estil d'òpera xinesa de renom, es va originar a la ciutat d'Anqing. Aquesta forma d'art captivadora va guanyar una immensa popularitat des de la dècada de 1950, en gran part atribuïda als talents excepcionals dels actors i actrius locals d'Anqing. L'òpera Huangmei és un tresor cultural important que defineix el ric patrimoni de la ciutat d'Anqing.

## Història
Anqing es va fundar durant la dinastia Song del Sud el 1217. Anqing va ser controlada pel Regne Celestial de Taiping durant gairebé nou anys, des de juny de 1853 fins a desembre de 1861. Va ser la capital de la província d'Anhui de Taiping durant aquest període. La batalla final d'Anqing, en la qual les forces Qing van assetjar la ciutat, va començar el 1860, i l'exèrcit de Xiang i altres forces Qing van poder recuperar Anqing el desembre de 1861. Les constants batalles al voltant d'Anqing van devastar la ciutat, i va trigar anys per recuperar-se completament. El 1938, els japonesos van ocupar Anqing, fet que va tornar a causar danys importants a la ciutat. Després de la derrota japonesa, la capital d'Anhui es va traslladar a Hefei, cosa que finalment va conduir a la pèrdua gradual d'Anqing com un dels "Cinc Tigres del Iang-Tsé".

## Clima
Anqing té un clima subtropical humit de quatre estacions, influït pel monsó (Köppen Cfa), amb hiverns freds i humits i estius molt calorosos i humits. Els vents freds del nord-oest de Sibèria poden ocasionar que les temperatures nocturnes baixin per sota de la congelació (tot i que la neu és poc freqüent), mentre que l'estiu pot veure períodes prolongats de 35 °C. La temperatura mitjana mensual de 24 hores oscil·la entre els 4,3 °C al gener i els 29,2 °C al juliol, mentre que la mitjana anual és de 17,20 °C. Les precipitacions tendeixen a assolir un màxim conjuntament amb les meiyu (estació plujosa a l'est d'Àsia), mentre que les pluges hivernals són generalment lleugeres. Amb un percentatge mensual d'hores possibles de sol que va del 30% al març al 54% a l'agost, la ciutat rep 1.831 hores de sol anualment.